# Fuchi Patera

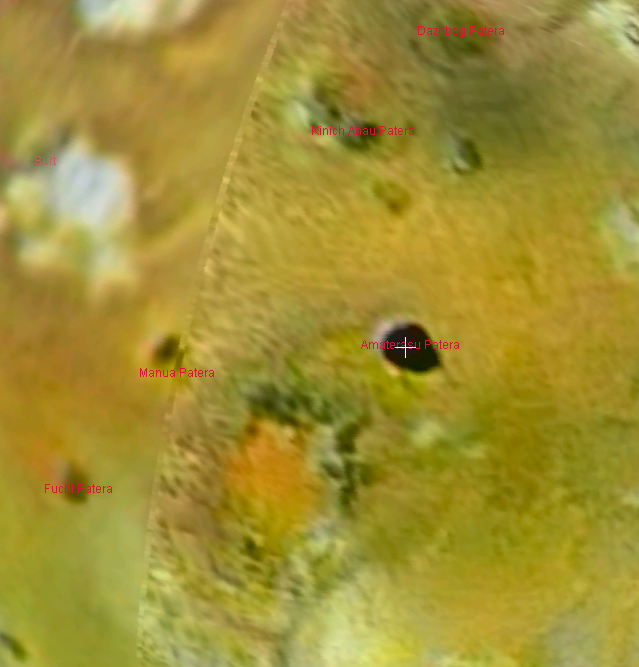
Fuchi Patera, imagen proporcionada por NASA World Wind.

Fuchi Patera es un cráter irregular de Ío, una de las lunas de Júpiter. Tiene un diámetro de 66 km y se encuentra en las proximidades de Manua Patera por el norte-nordeste y Amaterasu Patera por el nordeste.
Recibe el nombre de la diosa del fuego en la mitología ainu, Kamuy Fuchi, nomenclatura dada en 1979 por la Unión Astronómica Internacional.